# Província d'Herrera
La província d'Herrera és una de les divisions administratives de Panamà, limita al Nord amb les províncies de Veraguas i Coclé) al sud amb la Província de Los Santos, a l'est amb el (Golf de Parita i a l'oest amb Veraguas).

## Història
Herrera és una província de Panamà. Va Ser creada en 18 de gener 1915 a partir de territoris de la província de Los Santos. La seva capital és Chitré. Herrera porta el seu nom en honor del general Tomás Herrera, cabdill de la gesta separatista.

### Fundació de Chitre
En 1821, amb la independència d'Espanya, l'Istme de Panamà estava dividit en dues províncies, Panamà i Veraguas, a la província de Panamà li corresponien els ajuntaments de Portobelo, Chorrera, Nata, Los Santos i Yavisa. Chitré, que era a l'origen una petita població d'indígenes, depenia de l'ajuntament major de Natá, va restar després sota l'ajuntament major de Los Santos. Aquesta ciutat va ser fundada el 19 de 0ctubre de 1848, i el governador de la província per aquell temps era el general Tomás Herrera.

## Districtes i corregimientos d'Herrera
| Districtes  | Corregiments | Capital     | Santa María Ocú Las Minas Chitré Los Pozos Parita Pesé |
| ----------- | --- | ----------- | ------------------------------------------------------ |
| Chitré      | Chitré, La Arena, Monagrillo, Llano Bonito, San Juan Bautista                                                      | Chitré      | Santa María Ocú Las Minas Chitré Los Pozos Parita Pesé |
| Las Minas   | Las Minas, Chepo, Chumical, El Toro, Leones, Quebrada del Rosario, Quebrada El Ciprián                             | Las Minas   | Santa María Ocú Las Minas Chitré Los Pozos Parita Pesé |
| Los Pozos   | Los Pozos, El Capurí, El Calabacito, El Cedro, La Arena, La Pitaloza, Los Cerritos, Los Cerros de Paja, Las Llanas | Los Pozos   | Santa María Ocú Las Minas Chitré Los Pozos Parita Pesé |
| Ocú         | Ocú, Cerro Largo, Los Llanos, Llano Grande, Peñas Chatas, El Tijera, Menchaca                                      | Ocú         | Santa María Ocú Las Minas Chitré Los Pozos Parita Pesé |
| Parita      | Parita, Cabuya, Los Castillos, Llano de la Cruz, París, Portobelillo, Potuga                                       | Parita      | Santa María Ocú Las Minas Chitré Los Pozos Parita Pesé |
| Pesé        | Pesé, Las Cabras, El Pájaro, El Barrero, El Pedregoso, El Ciruelo, Sabanagrande, Rincón Hondo                      | Pesé        | Santa María Ocú Las Minas Chitré Los Pozos Parita Pesé |
| Santa María | Santa María, Chupampa, El Rincón, El Limón, Los Canelos                                                            | Santa María | Santa María Ocú Las Minas Chitré Los Pozos Parita Pesé |